# Fuentenava de Jábaga
Fuentenava de Jábaga ist ein Ort und eine zentralspanische Gemeinde (municipio) mit 610 Einwohnern (Stand: 2024) im Norden der Provinz Cuenca in der Autonomen Region Kastilien-La Mancha. Die Gemeinde besteht aus den Ortschaften Jábaga, Fuentesclaras de Chillarón, Navalón, Villar del Saz de Navalón, Sotoca und Valdecabrillas. Der Verwaltungssitz befindet sich in Jábaga.

## Lage und Klima
Fuentenava de Jábaga liegt auf der Westseite des Iberischen Gebirges in einer Höhe von ca. 970 m. Die Provinzhauptstadt Cuenca befindet sich gut 10 Kilometer (Fahrtstrecke) ostsüdöstlich. Die Autovía A-40 durchquert den Süden der Gemeinde in Ost-West-Richtung. Das Klima im Winter ist gemäßigt, im Sommer dagegen warm bis heiß. Regen (582 mm/Jahr) fällt das ganze Jahr über.

## Bevölkerungsentwicklung
| Jahr      | 1981 | 1991 | 2001 | 2011 | 2021 |
| Einwohner | 314  | 232  | 409  | 595  | 513  |

## Sehenswürdigkeiten
- Kirche der Unbefleckten Empfängnis (Iglesia de la Purificación de Nuestra Señora) in Jábaga
- Johannes-der-Täufer-Kirche in Fuentesclaras de Chillarón
- Kirche Mariä Geburt in Navalón (Iglesia de la Natividad de Nuestra Señora)
- Ehemalige Gebäude der Abtei – jetzt dient es als Schokoladenfabrik

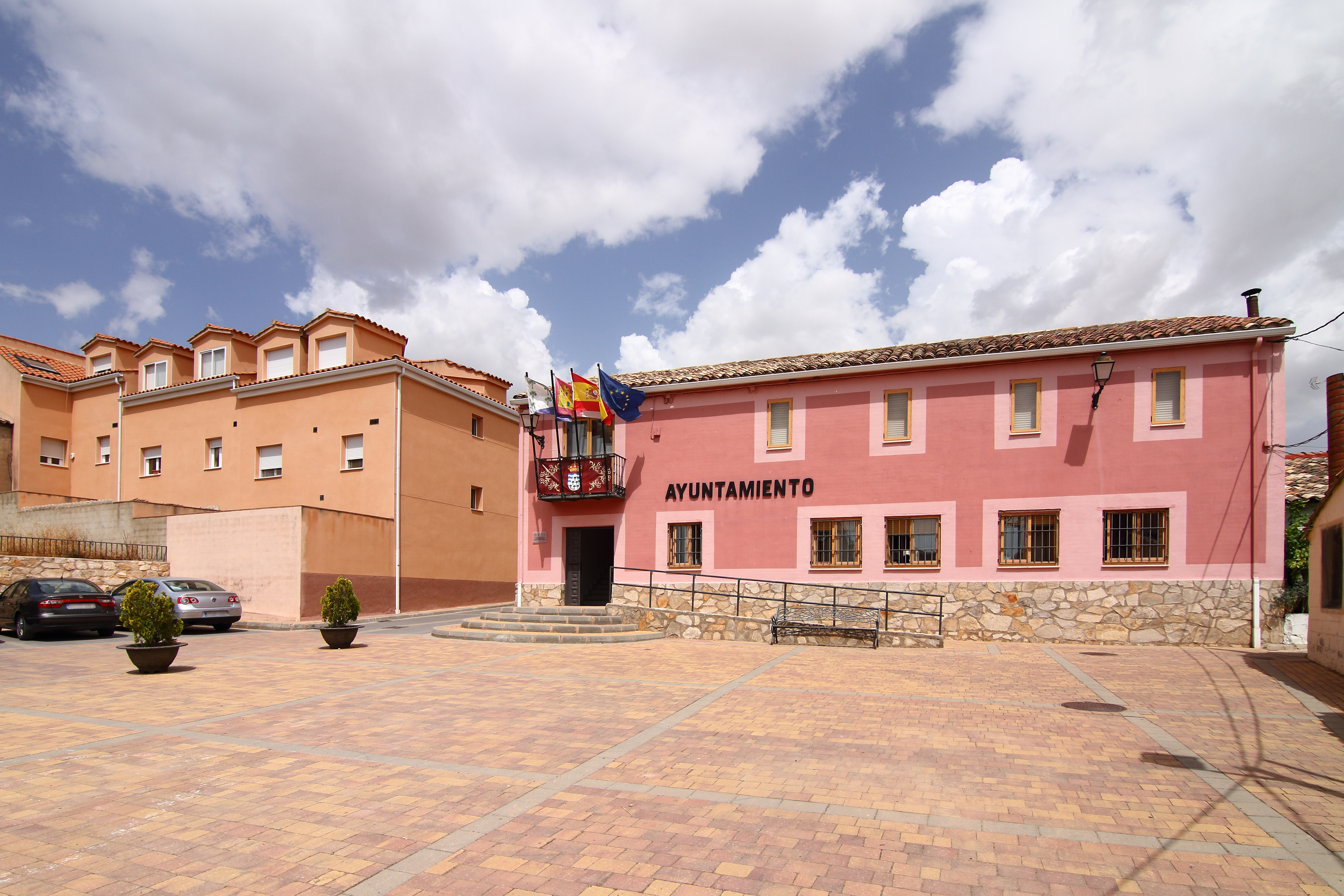
Rathaus
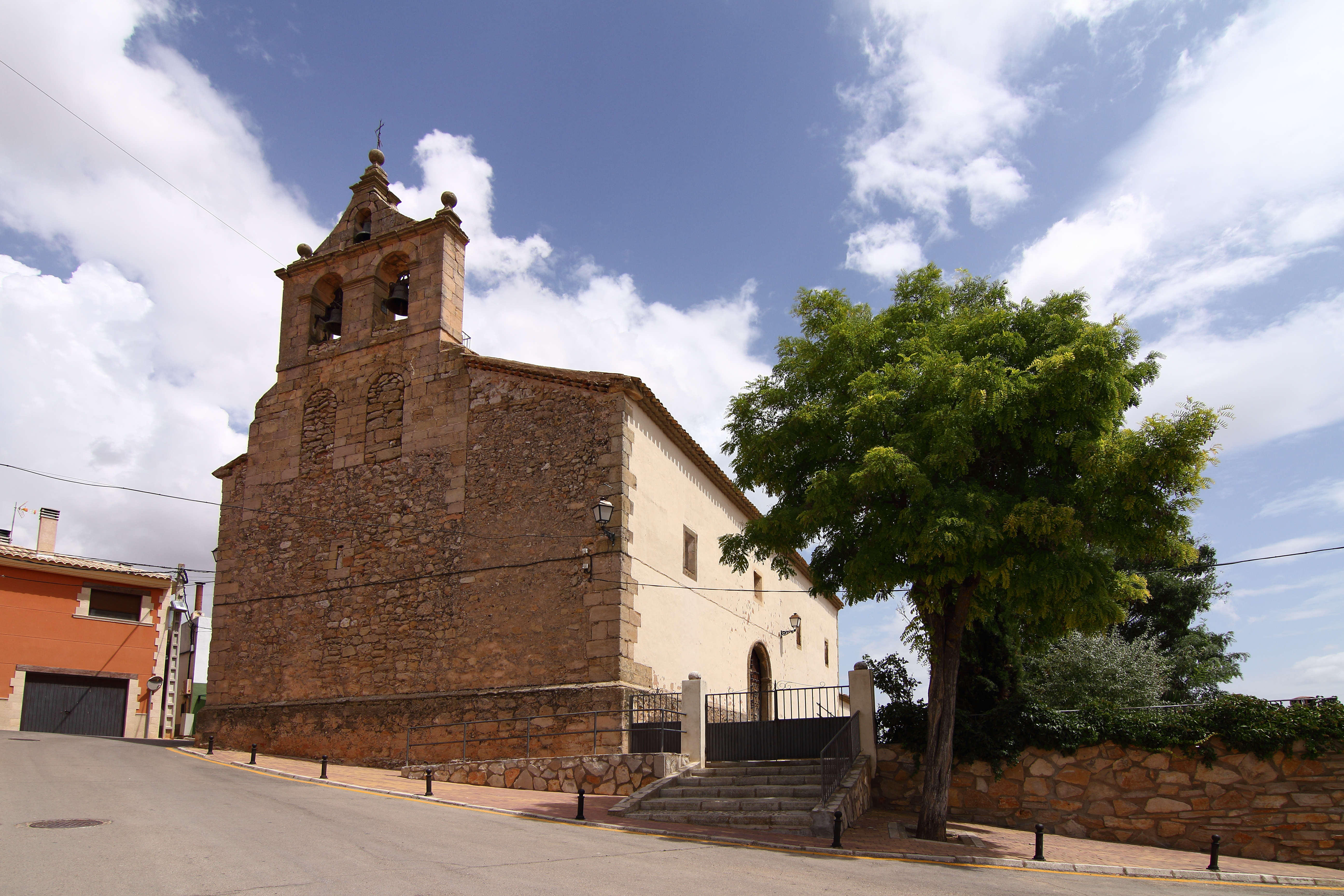
Kirche der Unbefleckten Empfängnis
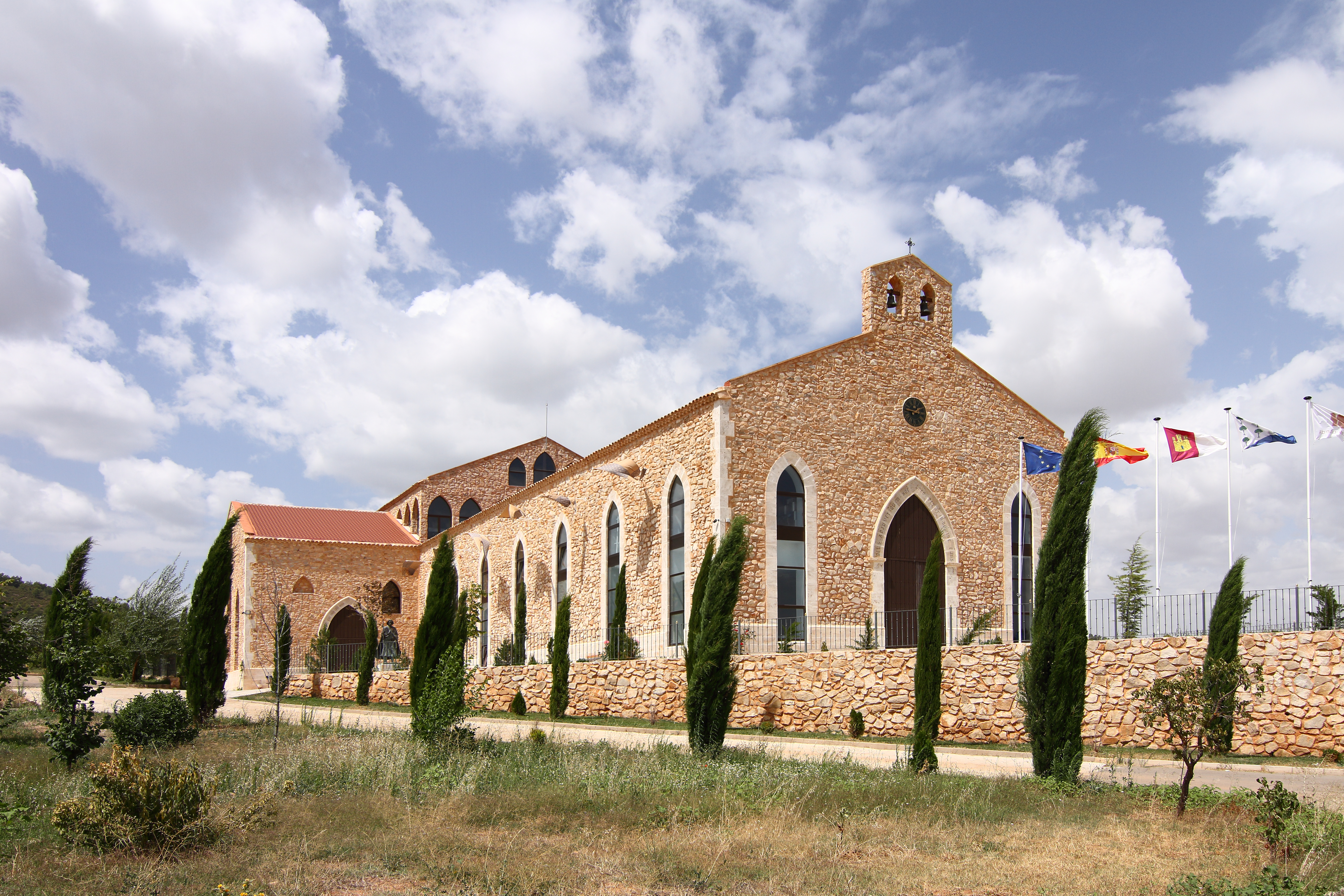
Schokoladenfabrik in Abtei